# Lisa-ann Gershwin
Lisa-ann Gershwin es una bióloga, bióloga marina, zoóloga, taxónoma, curadora, y taxónoma australiana con base en Launceston, Tasmania, quien ha descrito, para la ciencia, más de 200 especies de medusas, y ha escrito y ha sido coautora de varios textos, de no ficción, acerca de Cnidaria (medusas y laterales) incluyendo a:
- Stung! (2013)[2]

- Jellyfish - A Natural History (2016).[3]

## Carrera
En 1992, Gershwin comenzó estudios sobre medusas. Tuvo una beca Fulbright entre 1998 a 1999; y completaría un Ph.D., en 2005, por la Universidad James Cook.
Ha trabajado con y para una variedad de organizaciones científicas, incluyendo Organización de Investigación Científica e Industrial del Commonwealth (CSIRO).
Desarrolló un sistema para predecir las floraciones de las peligrosas medusas Irukandji en Queensland del Norte. Dirigió un equipo que descubrió que las floraciones coinciden con la floración de salpas, y que estas fueron provocadas por surgencia, después de la disminución de los vientos alisioss.
En diciembre de 2017, el equipo de Gershwin refinó un modelo para los sistemas de pronóstico de alerta temprana para irukandjis, con pruebas de agua en las playas del norte de Cairns.
La Dra. Gershwin ha descrito varias medusas venenosas, entre ellas a nueve especies de irukandji, incluyendo las especies de Queensland: 
- Malo kingi
- Malo maximus,[9]
- especie de irukandji gigante, Keesingia gigas de Australia Occidental, que se descubrió sin tentáculos.[10]

Fue una de las co-descriptoras de la inusual medusa Bazinga rieki, la única miembro de la nueva familia Bazingidae; y, en parte pronunciado así coloquialmente por el Dr. Sheldon Cooper en el programa de TV The Big Bang Theory.
A principios de 2014, una medusa gigante, de cerca de 15 dm de diámetro fue descubierta, para la ciencia, en una playa de Howden, al sur de Hobart. Actualmente estudiado por Gershwin , se debe describir en un documento futuro.

## Obra

### Algunas publicaciones

#### Libros
Su texto de 2013, titulado Stung describe la diversidad y adaptabilidad de las medusas, y su número cada vez mayor a expensas de otros organismos en todo el mundo, a través de sobrepesca, contaminación, y modificaciones de los ambientes marinos. Ella admite que, es poco lo que se puede hacer, para revertir e incluso detener tales procesos del ambiente marino, que se vuelve dominado por las medusas en todo el mundo.
En 2016, publica su libro, de 224 p.: Jellyfish - a natural history (Medusas - una historia natural) que fue publicada por The Ivy Press.

### Artículos
En diciembre de 2015, Gershwin escribió para The Conversation acerca de medusas falsas botellas azules, y en enero de 2016, sobre criaturas marinas tóxicas.
En noviembre de 2017, Gershwin fue invitada para Nature, por Juli Berwald, completando una reseña de sus libros, con el artículo:
- Spineless: the science of jellyfish and the art of growing a backbone (Despinados: la ciencia de las medusas y el arte de hacer crecer una columna vertebral),

- y por Danna Staaf con el artículo Squid empire: the rise and fall of the cephalopods (Imperio del calamar: ascenso y caída de los cefalópodos).[17]

#### Entrevistas de noticias
En febrero de 2017, Gershwin realizó comentarios sobre floración de medusas en la bahía Decepción, en Queensland; como la más grande que había visto en sus 25 años de investigación. En enero de 2018, fue entrevistada acerca de una inusual ola de pequeñas falsas medusas azules, en Cairns. En enero de 2018, el periódico The Atlantic citó su entrevista, de 2007, de Radio National sobre los síntomas de ser picado por irukandji Malo kingi.

## Vida personal
Gershwin está relacionada con el compositor George Gershwin.
En su página web relata que: «Soy una científica y escritora exitosa, pero tengo otra faceta que mucha gente desconoce. Pertenezco al espectro autista y lucho contra la depresión»

## Abreviatura (zoología)
La abreviatura Gershwin  se emplea para indicar a Lisa-ann Gershwin como autoridad en la descripción y taxonomía en zoología.